# Бараниха (Вожегодский район)
Бараниха — деревня в Вожегодском районе Вологодской области.
Входит в состав Тигинского сельского поселения (с 1 января 2006 года по 9 апреля 2009 года входила в Тавенгское сельское поселение), с точки зрения административно-территориального деления — в Тавенгский сельсовет.
Расстояние до районного центра Вожеги по автодороге — 53 км, до центра муниципального образования Гридино по прямой — 26 км. Ближайшие населённые пункты — Замох, Мущининская, Гора, Лобаниха, Поздеевская, Коротковская, Завраг, Корякинская.
По переписи 2002 года население — 11 человек.